# 1982-es magyar férfi vízilabda-bajnokság (másodosztály)
Az 1982-es magyar férfi másodosztályú vízilabda-bajnokságban tíz csapat indult el, a csapatok két kört játszottak.

## OB II/A Tabella
| #   | Csapat                | M  | Gy | D | V  | G+  | G-  | P  | Megjegyzés     |
| --- | --------------------- | -- | -- | - | -- | --- | --- | -- | -------------- |
| 1.  | KSI                   | 18 | 14 | 3 | 1  | 224 | 162 | 31 |                |
| 2.  | Tipográfia TE         | 18 | 13 | 2 | 3  | 178 | 138 | 28 |                |
| 3.  | Hódmezővásárhelyi VSE | 18 | 12 | 3 | 3  | 221 | 169 | 27 |                |
| 4.  | Ceglédi VSE           | 18 | 10 | 1 | 7  | 195 | 186 | 21 |                |
| 5.  | Egri Vízmű            | 18 | 7  | 3 | 8  | 193 | 191 | 16 | 1 pont levonva |
| 6.  | Kecskeméti SC         | 18 | 6  | 3 | 9  | 158 | 176 | 15 |                |
| 7.  | Debreceni Dózsa       | 18 | 6  | 2 | 10 | 183 | 204 | 13 | 1 pont levonva |
| 8.  | Bánki Donát FSE       | 18 | 6  | 0 | 12 | 145 | 179 | 11 | 1 pont levonva |
| 9.  | Csatornázási Művek SK | 18 | 3  | 4 | 11 | 147 | 183 | 9  | 1 pont levonva |
| 10. | MAFC                  | 18 | 2  | 1 | 15 | 134 | 190 | 4  | 1 pont levonva |

* M: Mérkőzés Gy: Győzelem D: Döntetlen V: Vereség G+: Dobott gól G-: Kapott gól P: Pont

## OB II/B
Bajnokság végeredménye: 1.Külker SC; 2.Miskolci EAFC; 3.Miskolci Vasutas Sc; 4.Pécsi MSC; 5.Ybl Főiskola; 6.Békéscsaba; 7. Siketek SC;

(A Külker SC nem vállalta az A csoportos szereplést, helyette a Miskolci EAFC jutott fel.)